# 刺猬
刺猬是猬亚科动物的通称，广泛分布在欧洲、亚洲北部，也分布於中国的北方和长江流域。牠们在长江流域被民间称为“偷瓜獾”。澳洲和美洲没有存活至今的原生刺猬物种，但曾在北美大陆发现已灭绝的双猬属。刺猬与鼩鼱科有较近的亲缘关系，鼠猬亚科可能是两者之间的过渡物种。刺猬可分为5个属，其下共有18个物种。在过去1,500万年内，刺猬的演化变化较少。
刺猬是夜行性动物，以昆虫和蠕虫为主要食物。牠们有类似豪猪的防御性尖刺，但与豪猪不同的是，这些刺不能脱落。刺猬能抵抗多种毒物，但无法抵抗杀虫剂。牠们的主要天敌是貂、猫头鹰和狐狸等夜間食肉动物。在冬天刺猬会冬眠。刺猬也常作为宠物饲养，较为常见的品种是非洲迷你刺猬，为四趾刺蝟和北非刺猬的杂交物种。

## 分布与栖息地
刺猬广泛分布于欧洲、阿拉伯沙漠地区、中亚和非洲；在中国北方則有东北刺猬。新西兰和苏格兰的一些岛屿也有人为从英国引入的西欧刺猬。
刺猬适应各种自然环境，主要生活在稀树草原、林地、沙漠、灌木丛，亦常活动于郊区的住家花园。

### 入侵物种
被引入新西兰的刺猬由於没有天敌，过度的繁衍使之逐渐對本地物種造成傷害——因为主要食物「虫子」不够，牠们开始以蜗牛、蚯蚓和鸟蛋等作为食物。
消滅四處流竄的刺猬常受到外界反对。2003年开始，英国外赫布里底群岛共捕殺了690只刺猬，而动物福利组织則试图营救被围捕的刺猬。由於2007年通过了刺猬捕杀禁制令，因此从2008年开始，不再殺死誘捕到的刺猬，而是将它们送返英国本島。
2022年的研究显示，英国乡村地区刺猬数量正大幅下降，相比2000年下降了30—75%。

## 特征

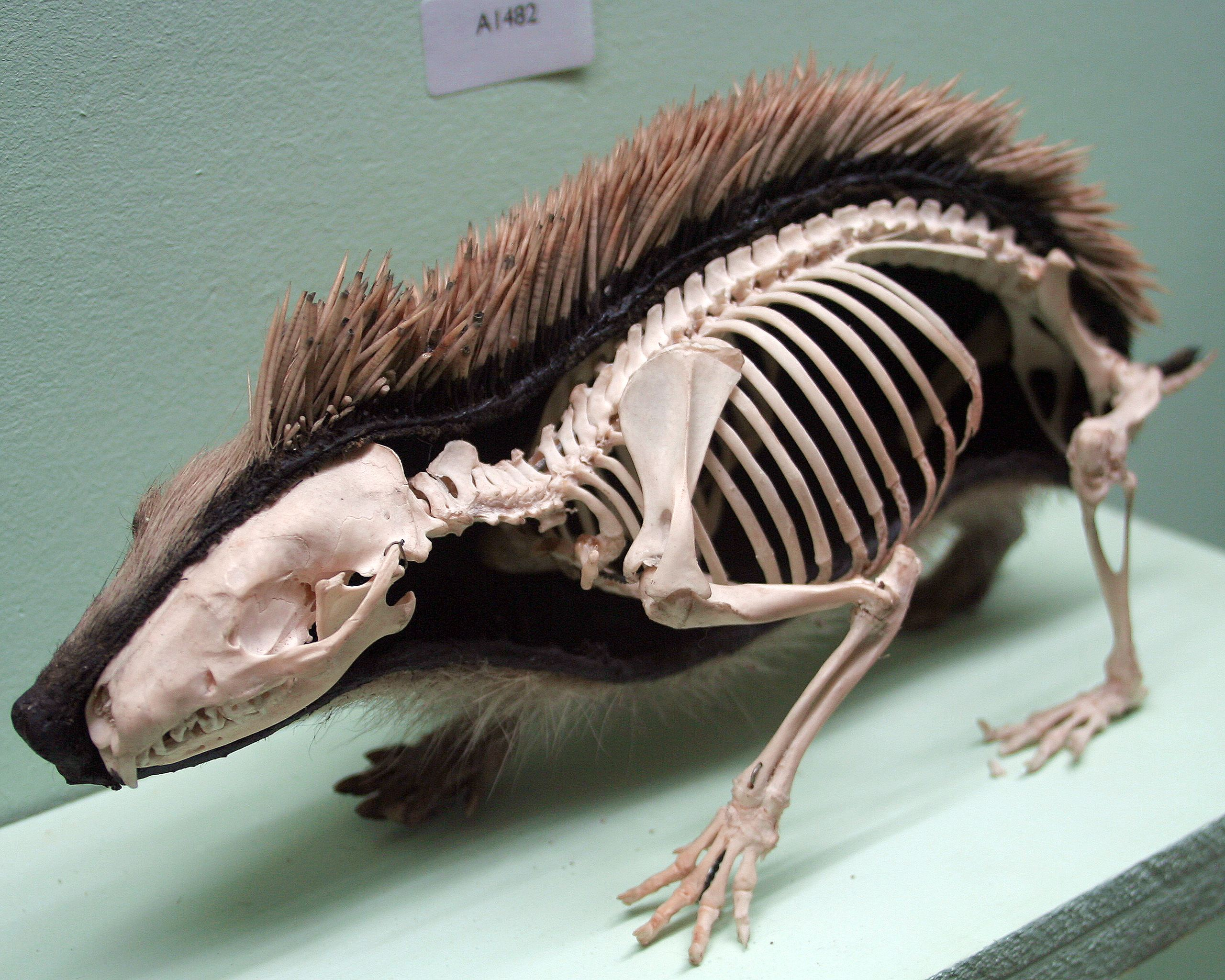
刺猬的皮肤和骨骼

根据物种不同，刺猬的体长在10—130厘米之间，体重范围155—1,584克。刺猬的明显特征是其后背由角蛋白构成的尖刺。这些刺无毒，并且与豪猪不同的是，这些刺不易脱落。通常刺猬后背尖刺数量在3,000—15,000左右。不过，未发育成熟的刺猬身上的刺最终会脱落，由成年尖刺取代，这个过程被称为“掉刺（quilling）”。当刺猬处于极端压力或罹患疾病时，刺也可能脱落。刺猬的外观颜色一般为白色或棕色，刺尖苍白色。在英吉利海峡群岛中的奥尔德尼岛也曾发现金黄色的刺猬。

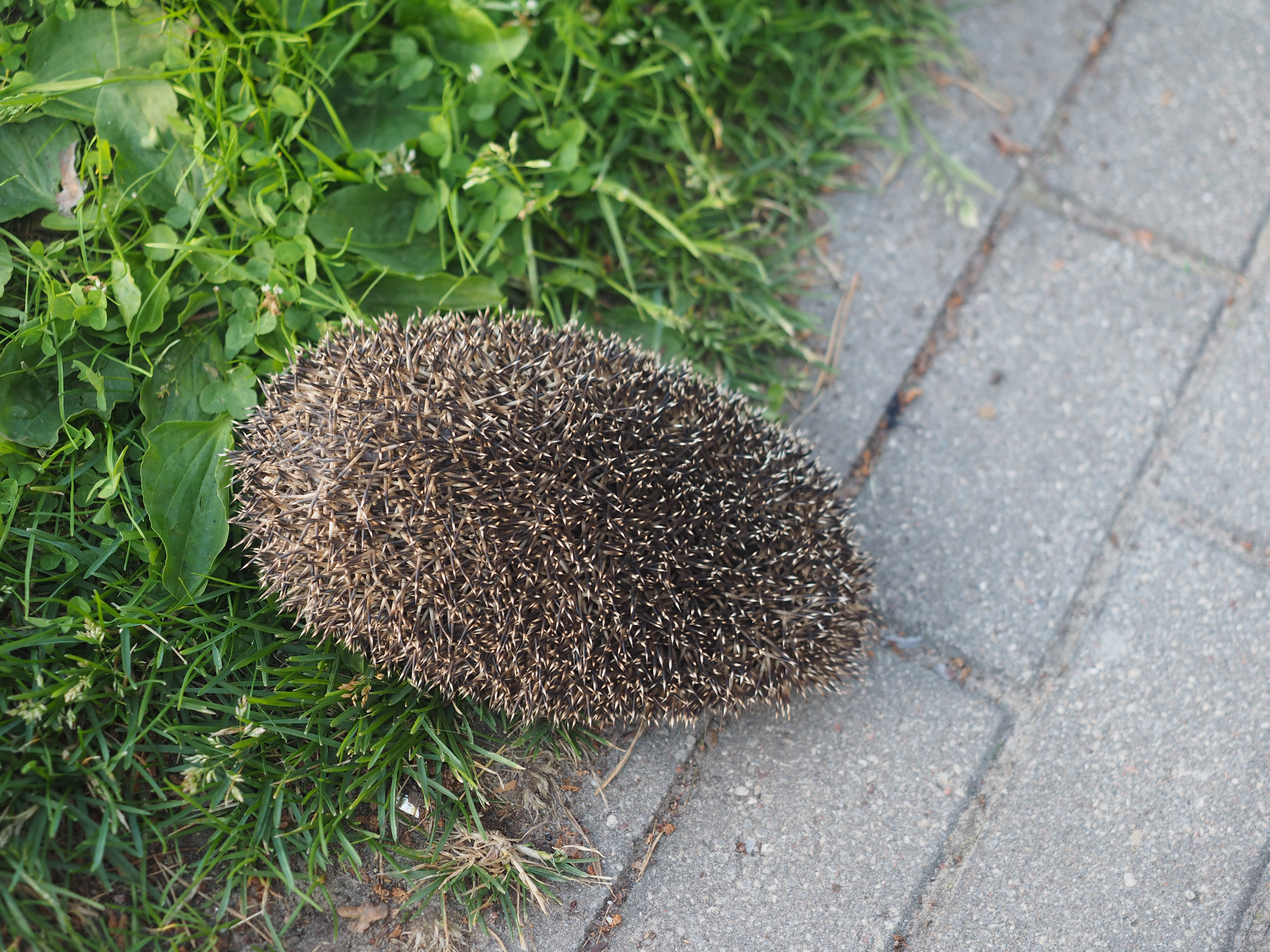
刺猬在受威胁时会蜷缩成一团，将尖刺暴露在外。

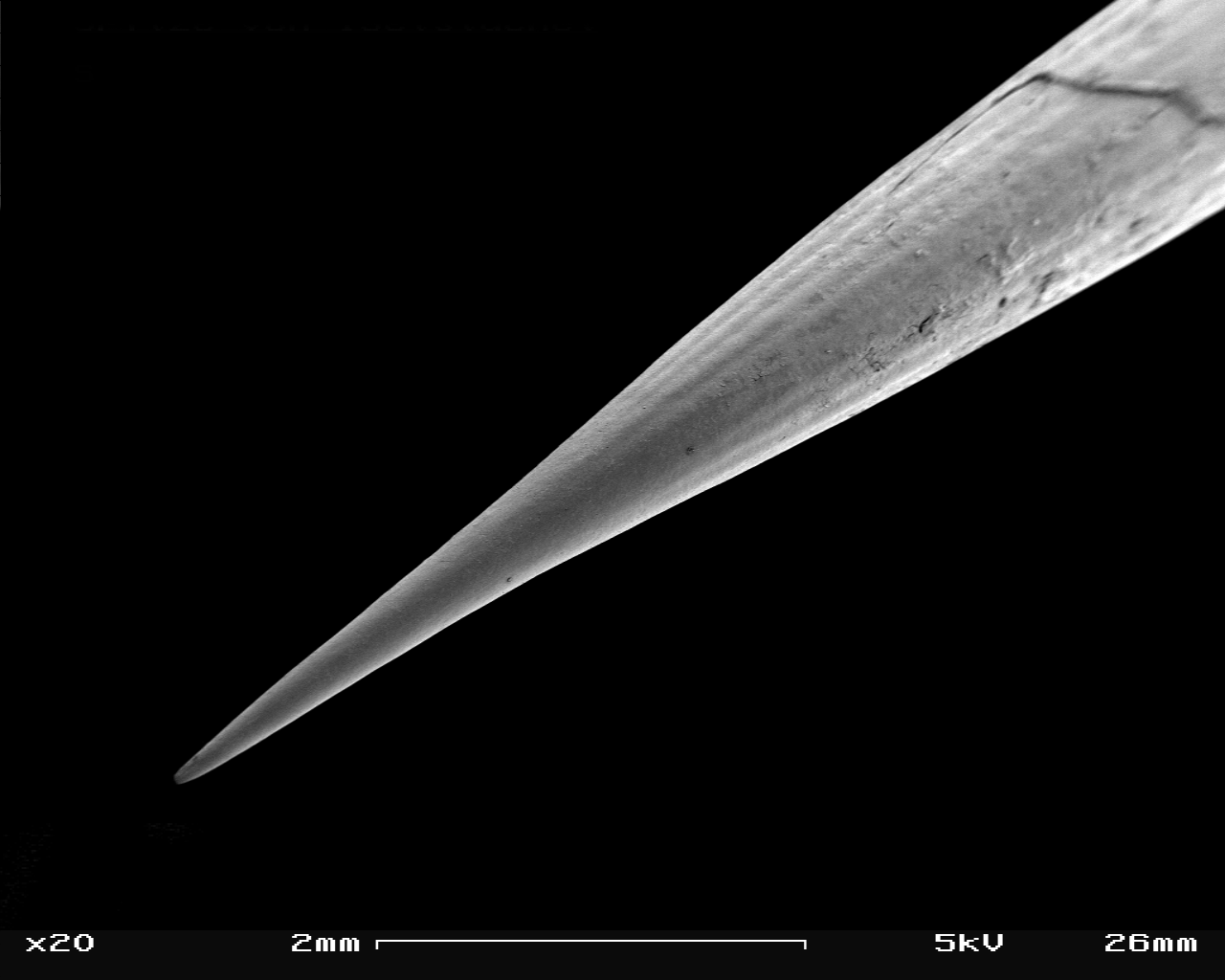
扫描电子显微镜下的尖刺（5毫米长）

刺的方向由后背两块肌肉控制。刺猬在自我防御时会蜷缩成一团，使尖刺朝外，以保护无尖刺覆盖的面部、四肢和腹部。上述措施的关键在于刺的数量，而部分生活于沙漠的刺猬演化出了较轻的体重，它们在面对威胁时可能更倾向于逃跑或主动进攻（用身体撞向对方），蜷缩只作为最后的保护手段。刺猬是夜行性动物，不过有些物种也在日间活动。白天它们通常会在灌木丛、草地和石头下休憩，有时还会在地面上挖掘洞穴，不同的物种有不同的生活习性。生活在亚洲的大耳猬常会居住在乌龟、沙鼠、狐狸、水獭等动物遗留的洞穴。它们在休憩时保持蜷缩的姿势。
刺猬的视觉能力较差，因此主要使用听觉和嗅觉感知猎物。刺猬的鼻子比较长且湿润，而耳朵相对于它们的体型显得比较大。它们可使用身体语言和声音交流，声音交流方式可以是呼噜声、鼻音、尖叫声的组合。
刺猬偶尔会出现“涂刺”的身体行为，当遇到一种新的气味时，它们会舔咬气味源，然后用舌头把这种气味涂抹到尖刺上。科学家尚不清楚这种行为的目的，但有猜想认为，这可能有助于伪装，并且这些涂抹物质可能对被刺中的捕食者造成额外伤害。在鸟类中也有类似的行为，其被称为“蚁浴”。
与负鼠、老鼠、鼹鼠类似，刺猬也具备对蛇毒的天然免疫，这种免疫力源自它们肌肉中的猴頭菇素。不过上述蛇毒免疫只在少量毒物下才起作用，而蝰蛇的咬伤对刺猬而言仍是致命的。此外，刺猬也是仅有的四种可免疫蛇毒中α-神经毒素（α-neurotoxin）的哺乳动物之一，其余三种动物分别是猪、蜜獾和獴。它们具有烟碱型乙酰胆碱受体突变，可防止α-神经毒素造成失明，这种突变是各自独立演化而来的。

### 嗅觉
刺猬的嗅觉系统尚未有详细研究。在哺乳动物中，大脑的嗅觉部分由新皮质覆盖，因此较难研究。不过，相关测试表明它们有和猫科动物类似的电活动。

## 习性

### 饮食
过去刺猬曾被归为已被弃用的食虫目，但事实上它们是杂食动物。它们的食物包括昆虫、蜗牛、青蛙和蟾蜍、小蛇、鸟蛋、蘑菇、草根、坚果、水果、腐肉等。早春从冬眠中苏醒的刺猬主要以莓果为食。刺猬对乳糖敏感，所以作为宠物饲养时不可喂食乳制品。

### 冬眠
所有的刺猬都有冬眠的能力，但是它们也可能选择不冬眠，这取决于环境温度、物种和食物充裕性。生活在炎热沙漠地带的刺猬可能会夏眠。在冬眠时，刺猬的体温可下降至2°C，醒来后体温从2—15°C回升至正常状态下的30—35°C。

## 繁殖与寿命

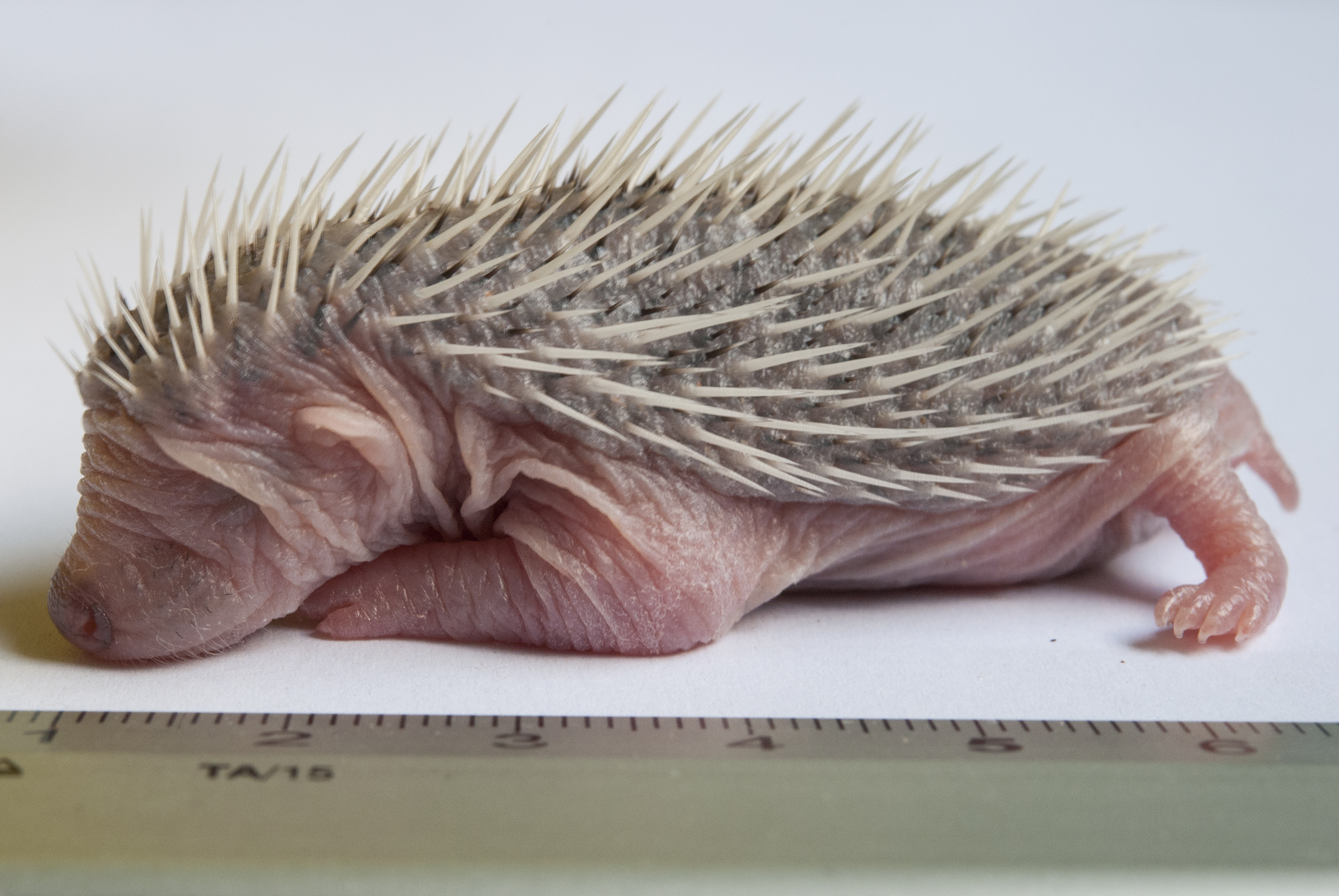
刚出生一天的刺猬

雌性刺猬在9—11个月左右性成熟，妊娠期4—6周，每次大约可产4—7个幼崽，幼崽体重3—25克。如果雌性刺猬受外界干擾，压力过大时可能会遗弃甚至吃掉幼崽。与许多动物类似，成年雄刺猬有时会有意杀死新生的雄性幼崽。
新生刺猬的眼睛尚未睁开，后背包裹着保护性的膜，尖刺仍位于皮肤下方，通体现粉色。出生数小时后，这些膜会乾燥脱落，这时白色的刺会从皮肤穿出。小刺猬大约在13—24天左右睁开眼睛，母亲会持续照料它们直至4—6周龄。相较于相似体型的其他动物，刺猬的寿命较长。在野外环境中，大体型的刺猬物种寿命可达4—7年（甚至有记录超过16年），小体型物种寿命为2—4年（饲养环境下为4—7年）。相比之下，家鼠和大型老鼠的寿命分别为2年和3—5年。饲养环境下无捕食威胁和控制饮食可帮助其达到更长的寿命，根据体型不同寿命为8—10年。

## 威胁

### 捕食者

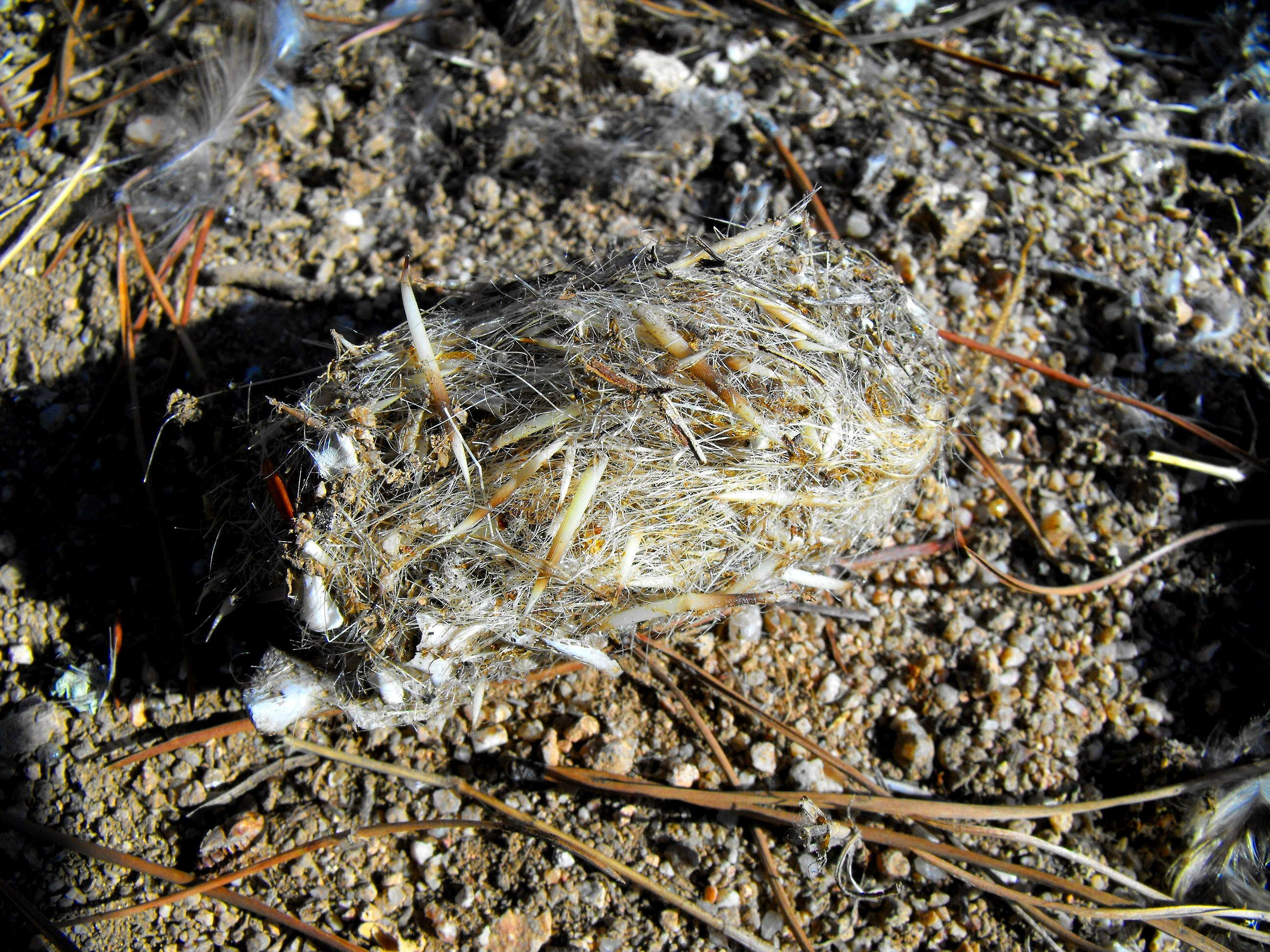
一个猫头鹰的食丸，其中可以看到刺猬的刺

不同物种刺猬有不同的捕食者：生活在森林中的刺猬的天敌主要是鸟类（尤其是猫头鹰）和矇眼貂，小体型物种（例如大耳猬）的天敌主要是狐狸、狼和獴。曾在雕鸮的食丸中发现刺猬的骨头。
在英国，刺猬面临的主要天敌是欧洲狗獾。在狗獾活动频繁的区域，西欧刺猬的密度较低。因此英国动物救援机构一般不会将刺猬放生至已知的狗獾活动区。狗獾也会与刺猬竞争食物。

### 疾病

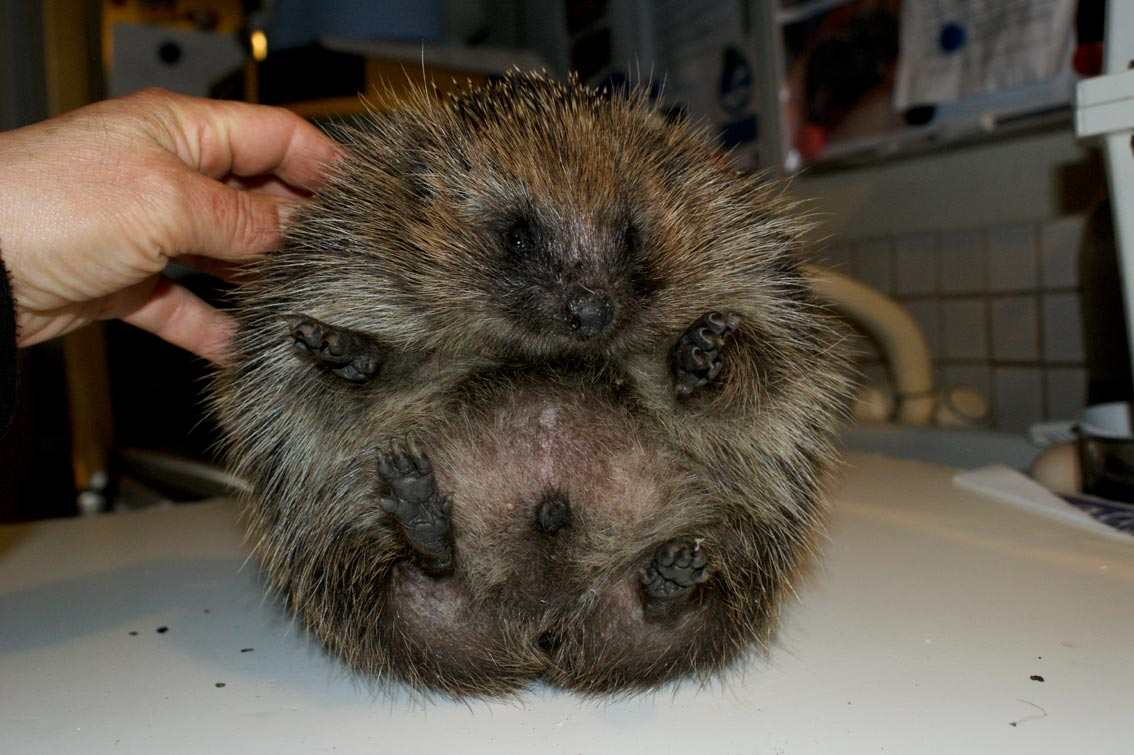
一只患上气球综合征的刺猬，其身体因皮下气体的积聚而膨胀。

刺猬有许多与人类类似的疾病，例如癌症、脂肪肝和心血管疾病。
刺猬罹患癌症的情况十分普遍，其中最常见的是鳞状细胞癌，这种癌症从患病刺猬骨头转移至其器官的速度很快。通常不会用手术切除肿瘤，因为这可能会移除过多的骨组织。
一般认为刺猬的脂肪肝源自其不良饮食。刺猬喜好高糖高脂肪的食物，但它们的新陈代谢是适应于低脂肪、高蛋白的昆虫为主食的，因此高糖高脂肪食物会引发肥胖问题。这种不良饮食习惯除了导致脂肪肝外，还可能导致心脏病。
刺猬患肺炎的情况也十分常见。与人类类似，患上肺炎的刺猬呼吸困难，鼻腔产生分泌物。导致刺猬患上肺炎的病原菌是支氣管敗血性博德氏桿菌（Bordetella bronchiseptica）。
在较为罕见的情况下，刺猬也会传播真菌皮肤病给人类或其它刺猬。这是由刺猬毛癣菌（Trichophyton erinacei）引发的皮癣菌病，该病菌属于皮肤癣霉菌（Arthroderma benhamiae）的一个特有交配群。
刺猬也可能患上气球综合征，一种因受伤或感染导致气体被困于皮肤下方，导致身体膨胀的疾病。

### 道路事故
和其他生活在人类居住区附近的小型哺乳动物一样，刺猬在穿越道路时可能会被车辆撞击。在爱尔兰，刺猬是道路事故中死亡最多的哺乳动物之一。据记录显示，自2008年4月至2010年11月，在两条道路（分别长227km和32.5km）上共有133只刺猬死于车辆撞击。另外在爱尔兰收集的135具刺猬尸体中，被撞死的雄性刺猬明显多于雌性，雄性死亡高峰出现在5月到6月之间。雌性的死亡只在8月超过雄性，其死亡高峰出现在6月和7月。有假说认为，刺猬道路死亡的高峰与它们的繁殖期及后来与配偶分离后，单独探索周围环境有关。

## 与人类的关系

### 宠物刺猬

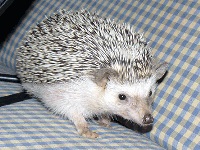
一只非洲迷你刺猬

刺猬常被作为宠物饲养。最常见的宠物刺猬是四趾刺蝟（Atelerix albiventris）和北非刺猬（A. algirus）的杂交物种。这种刺猬的体型小于西欧刺猬，因此有时也被称为非洲迷你刺猬（African pygmy hedgehog）。其他被作为宠物饲养的刺猬还有大耳猬（Hemiechinus auritus）和印度长耳刺猬（H. collaris）。
在部分地区，例如美国的夏威夷州、乔治亚州、宾夕法尼亚州、加利福尼亚州，将刺猬作为宠物是非法的。而在加拿大部分区域，饲养刺猬需要取得专门的许可。欧洲只在斯堪的纳维亚地区对刺猬饲养有限制。意大利禁止将野生刺猬作为宠物饲养。
家养刺猬可能会将头卡在纸管中，特别是厕纸卷芯管中间，并试图带着它们四处奔跑。饲养者把这种行为被称为“纸管游戏（tubing）”，一些人甚至会提供细长的纸管供它们嬉戏。不过，为了确保安全，大多数饲养者会事先裁剪纸管，以避免刺猬受困。有趣的是，一些刺猬仍会故意将自己困在纸管里数小时，不愿意脱身。

### 食用与药用

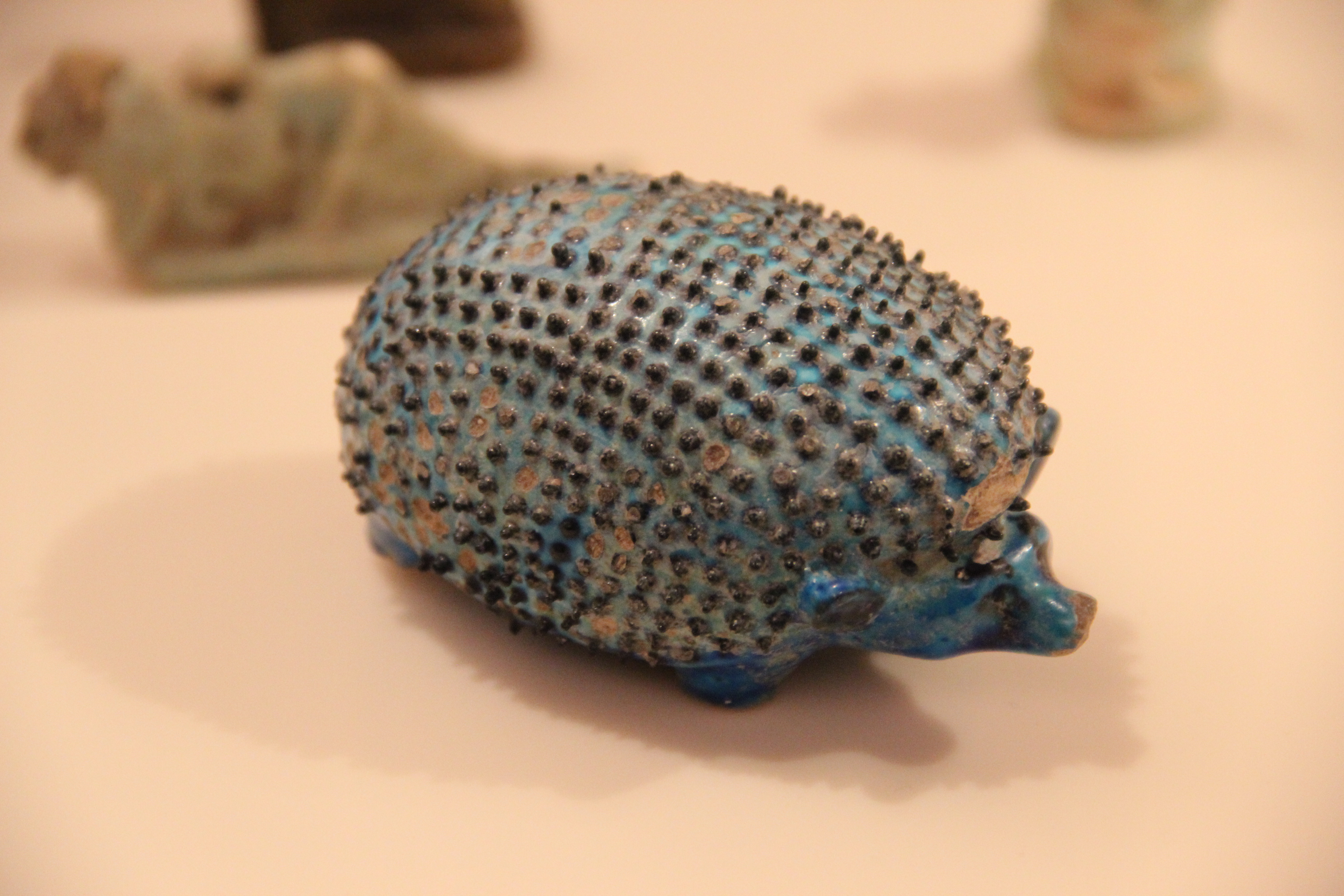
古埃及的刺猬彩陶（底比斯，公元前1991-公元前1778年）

在许多文化中，刺猬都被作为一种食物来源。古埃及人食用刺猬，中世纪饮食中也有些食谱将刺猬肉列为必需食材。在历史上，刺猬在欧亚和非洲常作为药用，或是作为巫术用品。阿拉伯沙漠地区的贝都因人将刺猬肉视为治疗风湿、关节炎，甚至结核病引发的部分疾病和失调症状的药方。在摩洛哥，人们吸入烧焦的刺猬毛发或尖刺烟雾，用以治疗发烧、阳萎或泌尿疾病。刺猬血被认为有治疗皮癬菌病、皮肤龟裂和疣的功效，在祭祀时人们会食用刺猬肉。至今，罗姆人（又称吉普赛人）仍保留吃刺猬肉的习俗，他们通常选择蒸煮或烤制刺猬，同时还提炼刺猬的血液和脂肪以供药用。
1981年，英国人菲利普·刘易斯开发了刺猬口味薯片，口味基于罗姆人烤制刺猬肉时添加的调料。但因为这种薯片事实上并不包含任何刺猬成分，因此被英国公平贸易局要求改名为“刺猬风味薯片”。
在丹麦和瑞典的刺猬身上发现了一种对几乎所有青霉素类抗生素都具有抗药性的耐甲氧西林金黄色葡萄球菌。研究表明，这种耐药基因早在青霉素和甲氧西林上市前就已存在于野生刺猬身上。刺猬体内一种真菌能够产生类似青霉素的抗生素，这使得刺猬携带的细菌演化出了抗药性。

### 文化形象

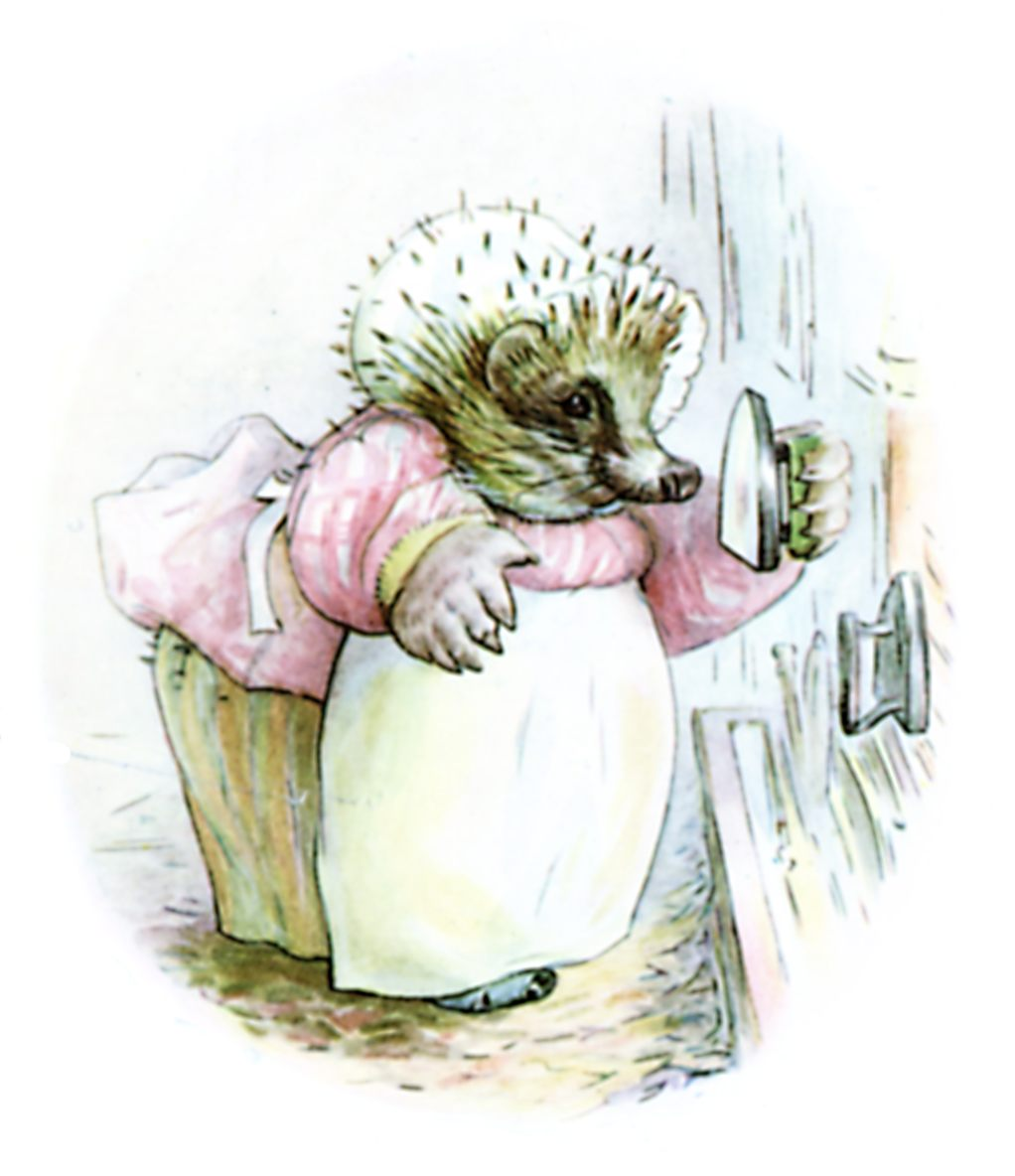
英国作家碧雅翠絲·波特笔下的刺猬温迪琪

刺猬的形象广泛出现在文学和艺术作品中。英国作家碧雅翠絲·波特于1905年创作的《刺蝟溫迪琪的故事》以一只名叫温迪琪的刺猬为主角，灵感来自她的宠物刺猬。在英国作家刘易斯·卡罗尔的《爱丽丝梦游仙境》中，红心王后把刺猬当球踢。
古罗马和古代中国民间传说刺猬可用自己的刺携带水果，但事实上刺猬在行走时后背的刺为水平方向，并且很难靠自己用这些刺刺穿水果。也有传说认为刺猬可以发射后背的尖刺，这也是不正确的，刺猬的刺可能折断或脱落，但不能主动脱离身体。

## 分类

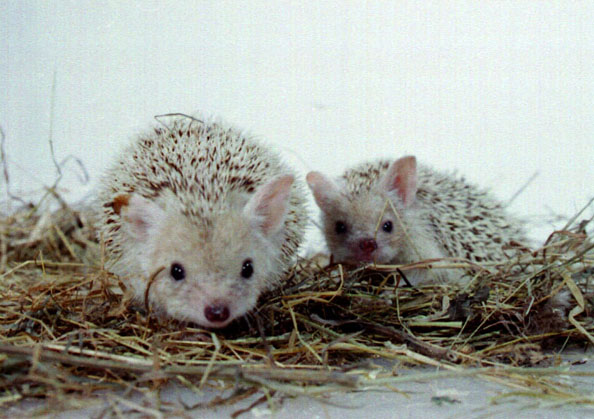
大耳蝟

现代刺猬和刺氏鼩猬、鼩鼱、鼹鼠的亲缘关系接近。刺猬（猬亚科 Erinaceinae）可分为5个属，其下包含18个物种： 
- 非洲猬属 （Atelerix）
  - 四趾刺蝟（英语：Four-toed hedgehog） （Atelerix albiventris）
  - 北非刺猬（英语：North African hedgehog） （Atelerix algirus）
  - 南非刺猬（英语：Southern African hedgehog） （Atelerix frontalis）
  - 索马里刺猬（英语：Somali hedgehog） （Atelerix sclateri）
- 猬属 （Erinaceus）
  - 东北刺猬（Erinaceus amurensis）
  - 西欧刺猬（Erinaceus europaeus）
  - 南白胸刺猬（英语：Southern white-breasted hedgehog）（Erinaceus concolor）
  - 北白胸刺猬（Erinaceus roumanicus）
- 大耳猬属 （Hemiechinus）
  - 长耳刺猬/大耳蝟（Hemiechinus auritus）
  - 印度长耳刺猬（英语：Indian long-eared hedgehog）（Hemiechinus collaris）
- 林猬属 （Mesechinus）
  - 达乌尔猬 （Mesechinus dauuricus）
  - 林蝟 （Mesechinus hughi）
  - 王氏林蝟 （Mesechinus wangi）
  - 小齿猬（Mesechinus miodon）
- 沙漠蝟屬（Paraechinus）
  - 沙漠猬（英语：Desert hedgehog）（Paraechinus aethiopicus）
  - 勃兰特猬（英语：Brandt's hedgehog）（Paraechinus hypomelas）
  - 印度猬（英语：Indian hedgehog）（Paraechinus micropus）
  - 裸腹猬（英语：Bare-bellied hedgehog）（Paraechinus nudiventris）